# 宜野湾バイパス

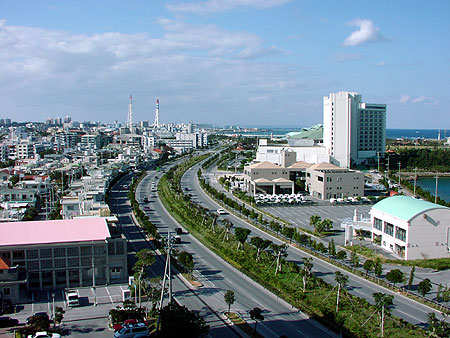
国道58号

宜野湾バイパス（ぎのわんバイパス）とは、沖縄県宜野湾市伊佐と浦添市牧港を結ぶ全長4.5 kmの国道58号のバイパスである。区間内には沖縄コンベンションセンターが隣接している。2000年3月27日に全線開通した。宜野湾バイパス全線開通後も並行する従来の区間も重要区間の為、本線が移行される予定はない。
宜野湾市宇地泊と大山の区間内には側道が設置されておりバス停も側道にあるため、路線バスは本線から一旦本線を離脱する。
読谷道路、嘉手納バイパス、浦添北道路、那覇西道路、豊見城道路、糸満道路とともに、地域高規格道路 沖縄西海岸道路の一部を構成し、市境付近で浦添北道路へ分岐する計画である。

## 概要
- 起点 : 宜野湾市伊佐（国道58号）
- 終点 : 浦添市牧港（国道58号牧港高架橋下・沖縄県道153号線バイパス）
- 全長 : 4.5 km
- 規格 : 第4種第1級
- 設計速度 : 60 km/h
- 規制速度 : 50 km/h
- 車線数 : 6車線（現在は4車線、側道は除く）

## 沿革
- 1985年 : 事業化
- 1986年 : 着工
- 1987年9月 : 宜野湾市伊佐・真志喜間の2.6 kmが暫定2車線で部分開通（後に現在の4車線となる）
- 1994年12月 : 宜野湾市伊佐の起点部の400 mが部分開通
- 2000年3月 : 残る浦添市牧港・宜野湾市真志喜間が開通し全線開通となる（一部暫定4車線）

## 主要施設
- 宜野湾浄化センター（宜野湾市伊佐）
- 法務局宜野湾出張所（同）
- サンエー大山シティ（宜野湾市大山）
- はにんす宜野湾（同）
- SOLA沖縄専門学校（同）
- 宜野湾漁港（同）
- ラグナガーデンホテル（宜野湾市真志喜）
- 専修学校パシフィックテクノカレッジ学院（同）
- 宜野湾海浜公園（同）
  - 宜野湾市立野球場（横浜ベイスターズ春季一軍キャンプ地）
  - 宜野湾市立体育館
  - 沖縄コンベンションセンター（琉球ゴールデンキングスメインアリーナ）
  - トロピカルビーチ
  - 宜野湾港マリーナ
- 沖縄県立宜野湾高等学校（同）
- ラウンドワンスタジアム沖縄・宜野湾店（同）
- ムーンオーシャン宜野湾ホテル（宜野湾市宇地泊）

## 今後の予定
浦添北道路の宇地泊ICから宜野湾バイパスの伊佐方面へ高架部分を延伸する計画がある。計画案には起点の伊佐北交差点を越えて現道の北谷南交差点まで高架を延伸する案と、漁港交差点まで高架を整備し、それ以北の宜野湾バイパスを平面交差のまま両側8車線へ拡幅する案の2つがある。いずれの案においても既存の側道を撤去することになっている。